# Estação João Dias
A Estação João Dias é uma estação pertencente à Linha 9–Esmeralda dos trens metropolitanos de São Paulo, que fica localizada na Avenida das Nações Unidas, no distrito de Santo Amaro, em frente ao Complexo 17007 Nações Unidas. Em 2018, a construtora Brookfield Brasil ergueu um conjunto de edifícios empresariais denominado 17007 Nações, cujo projeto prevê a acomodação de 10 mil pessoas, às margens da Linha 9 e da Marginal Pinheiros. Sendo considerado um polo gerador de tráfego, a Brookfield propôs a construção da Estação João Dias ao governo do estado como compensação.
Uma parte da área do terreno do empreendimento foi deixada para a construção do mezanino da estação.
Em 1 de março de 2019, foi assinado um convênio entre a CPTM e a Brookfield (por meio de sua subsidiária Tegra) para a construção da estação, iniciando as obras entre as estações Granja Julieta e Santo Amaro.
A inauguração da estação estava prevista para 2022, mas a obra avançou rapidamente, e a estação foi inaugurada em 5 de novembro de 2021.

## História
Pouco depois do local da estação no sentido Varginha, abaixo da Ponte João Dias, existiu uma parada do Ramal de Jurubatuba da Estrada de Ferro Sorocabana, denominada Penhinha, fazendo referência a uma igreja localizada perto do Jardim São Luís ao final da Avenida João Dias, onde hoje se encontra uma unidade dos hipermercados Extra. Foi aberta em 1960 e demolida em 1976, quando da remodelação dos subúrbios da Fepasa.
A Estação João Dias é um projeto da década de 1980 no plano de remodelação de trens metropolitanos da FEPASA, quando ainda se chamava Ramal de Jurubatuba. A estação João Dias foi projetada para ser o terminal de integração entre a Linha Sul e o Ramal de Campo Limpo. Após a execução do plano durante a virada do século XX para o século XXI, porém, a estação não foi construída. Em 2010, a intenção de sua execução foi publicada no Plano Diretor da CPTM, programada para ser construída em 2025, com uma média diária de 8119 passageiros.
Em 2018, a construtora Brookfield Brasil ergueu um conjunto de edifícios comerciais denominado 17.007 Nações, próximo à Linha 9 e à Marginal Pinheiros. Como contrapartida do impacto no tráfego, por ser considerado um polo gerador, a Brookfield propôs a construção da estação João Dias. Em 1 de março de 2019, foi assinado um contrato entre a CPTM e a Brookfield (por meio de sua subsidiária Tegra), prevendo a doação da estação já construída e da área necessária para sua operação. O projeto prevê a implantação da Estação de João Dias entre Granja Julieta e Santo Amaro.
Em 20 de abril de 2021, as linhas 8 e 9 de trens metropolitanos foram concedidas para o consórcio ViaMobilidade, composto pelas empresas CCR (atual Motiva) e RUASinvest, por trinta anos. A transferência das linhas foi realizada em 27 de janeiro de 2022.

## Toponímia
João Dias de Oliveira (1842-1926) foi um militar e político brasileiro. Nascido em Itapetininga, ingressou no exército imperial onde se tornou alferes da 1ª Cia do Batalhão de Infantaria de Itapetininga. Mudou-se em 1887 para Santo Amaro, para onde foi transferido ao 112º Batalhão de Infantaria da Guarda Nacional. Em 1893 foi promovido pelo presidente Floriano Peixoto a Tenente Quartel Mestre e ali introduziu a primeira indústria de pólvora para abastecer sua guarnição. Posteriormente ingressou na política, tendo sido eleito vereador da Câmara de Santo Amaro e mais tarde nomeado Inspetor Escolar do município e tesoureiro da Santa Casa de Misericórdia de Santo Amaro. Faleceu em 2 de maio de 1926. Em sua homenagem a prefeitura de São Paulo rebatizou a Estrada do Circuito de Itapecerica para Avenida João Dias, através do Ato 1.520 de 31 de dezembro de 1938.

## Tabelas
| Sigla | Estação   | Inauguração           | Integração               | Plataforma | Posição    | Notas                                             |
| ----- | --------- | --------------------- | ------------------------ | ---------- | ---------- | ------------------------------------------------- |
| JOD   | João Dias | 5 de novembro de 2021 | Bilhete Único da SPTrans | Central    | Superfície | Estação construída pela Brookfield e doada à CPTM |

## Obra de arte
Desde sua inauguração, a estação João Dias conta com uma obra de arte em seu mezanino, um painel de ladrilhos representando uma vista aérea da estação e do prédio empresarial da Brookfield.

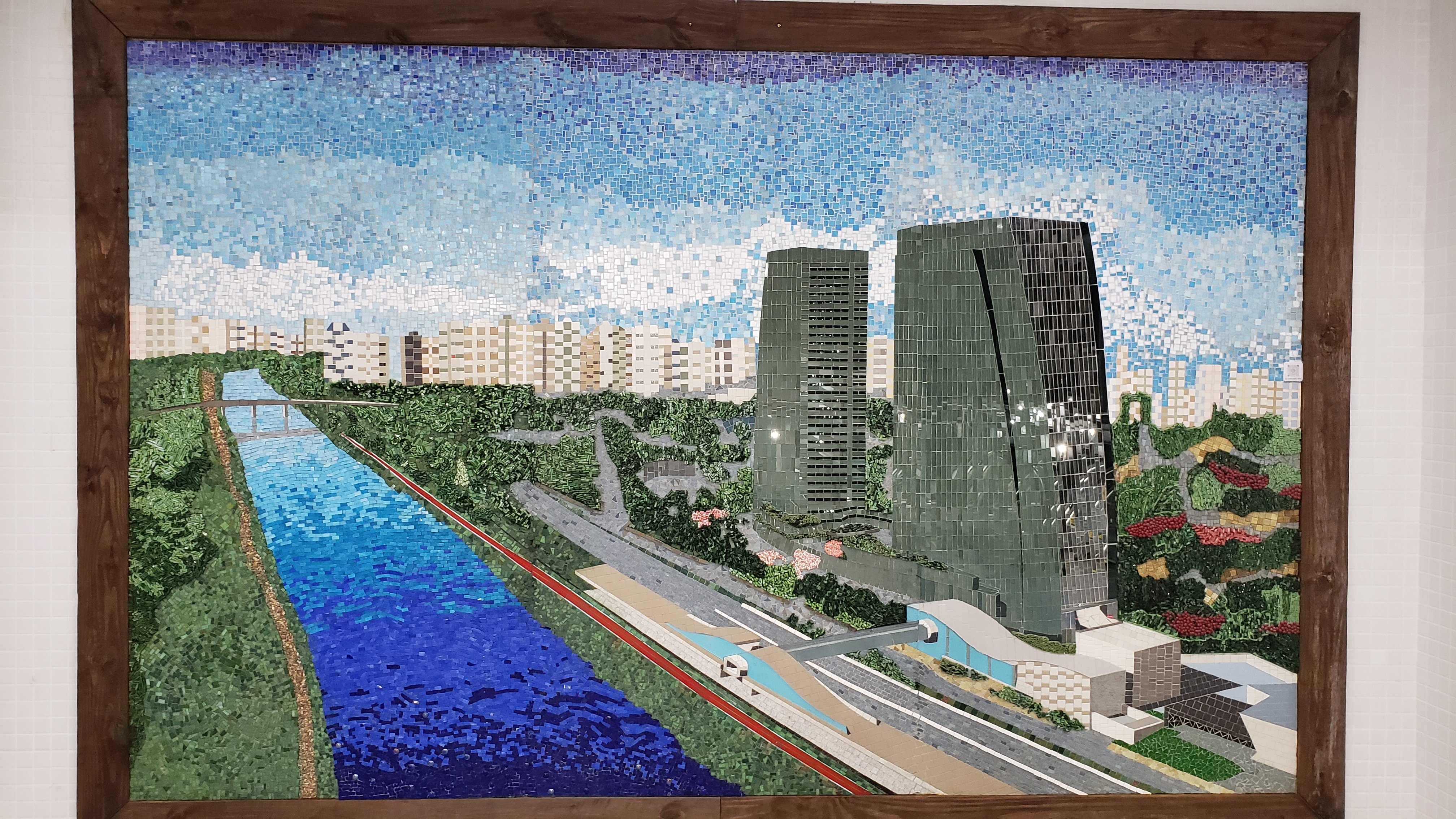
Mural decorativo da estação